# Brent Darby
Brent Darby, né le 6 juin 1981, à River Rouge, au Michigan et mort le 6 décembre 2011, à Détroit, au Michigan, est un joueur américain de basket-ball. Il évolue au poste de meneur.